# Hooters Air
A Hooters Air foi uma empresa aérea com sede em Myrtle Beach, na Carolina do Sul, nos Estados Unidos, foi fundada em 2003 após a aquisição da Pace Airlines pela Hooters, era notável por ter duas mulheres vestidas com o traje da Hooters em seus voos, a empresa encerrou suas atividades em 2006.

## Frota

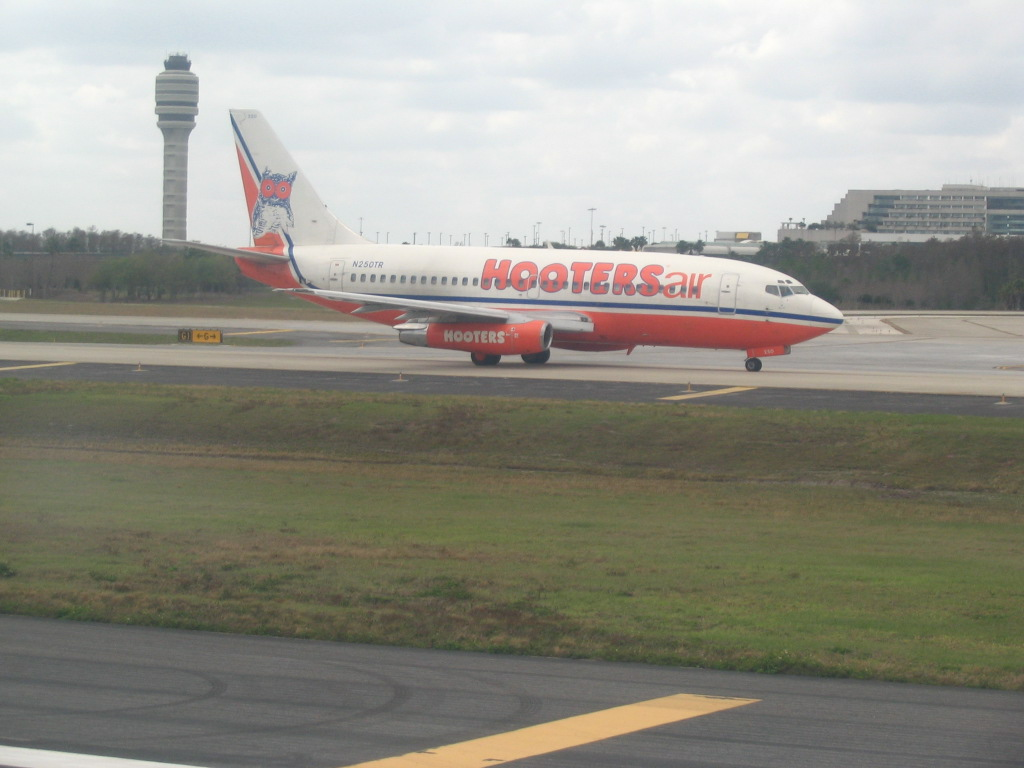
Boeing 737-200 da Hooters Air.

Em outubro de 2006:
- Boeing 737-200: 2
- Boeing 737-300: 4
- Boeing 757-200: 1